# Исосаккалинъярви
И́соса́ккалинъя́рви (Исо-Саккалин-ярви; фин. Iso Sakkalinjärvi) — озеро на территории Лоймольского сельского поселения Суоярвского района Республики Карелия.

## Общие сведения
Площадь озера — 0,6 км², площадь водосборного бассейна — 3,9 км². Располагается на высоте 182,4 метров над уровнем моря.
Форма озера продолговатая: вытянуто с северо-запада на юго-восток. Берега каменисто-песчаные, местами заболоченные.
С западной стороны озера вытекает ручей без названия, впадающий в озеро Кеским-Кариярви, из которого берёт начало река Кескимйоки, впадающая в реку Толвайоки, которая, в свою очередь, впадает в озеро Виксинселькя, из которого, далее, через реку Койтайоки воды, протекая по территории Финляндии, в итоге попадают в Балтийское море.
С востока к озеру проходят лесные дороги.
Название озера переводится с финского языка как «большое мутное озеро».
Код объекта в государственном водном реестре — 01050000111102000011783.